# Marie-Paule Nougaret
Pour les articles homonymes, voir Nougaret.
Marie-Paule Nougaret est écrivaine et journaliste, auteure de nombreux articles sur l'écologie et la botanique, unique femme dans la rédaction du premier numéro du Catalogue des ressources (1975) et auteur du livre La Cité des plantes, en ville au temps des pollutions, paru aux éditions Actes Sud.

## Biographie
Marie-Paule Nougaret s'intéresse aux questions d'écologie depuis 1975 avec la réalisation du Catalogue des ressources, écrit par quatre journalistes, Gérad Aimé, Patrice Aoust, Philippe Bone et Marie-Paule Nougaret avec le soutien de la librairie Parallèles. Le Catalogue des Ressources, en trois volumes, dépassera les 100 000 ventes et entraînera la naissance des éditions Alternatives et de la diffusion du même nom. 
Journaliste, elle a signé dans plus de 50 titres dont Le Sauvage, Libération, Le Monde, Rock & Folk, Vogue, Ça m'intéresse et Géo.

## Publications
Comme auteure : 
- La Cité des plantes en ville au temps des pollutions, chez Actes Sud, Domaine du Possible.  (ISBN 978-2-7427-8589-6), 2010[1].
- Les Pousses d'hiver, ouvrage édité par la FD CIVAM du Gard, textes de Marie-Paule Nougaret et photographies de Gilles Hutchinson. (Fédération Départementale des CIVAM - Centre d'Initiatives pour Valoriser l'Agriculture et le Milieu rural)[2].

Comme traductrice :
- Le monde des cimes, Exploration de la canopée tropicale, de Mark Moffett, chez Arthaud.  (ISBN 978-2-7003-1067-2), traduction Gisèle Bellew et Marie-Paule Nougaret, 1995.
- Les Sept sentiers de l'écologie, de Edward Goldsmith, chez Le Rocher/Serpent A Plumes.  (ISBN 978-2-7538-0181-3), 2006[3].

Comme adaptatrice : 
- Éthique et agro-industrie - Main basse sur la vie, de Vandana Shiva, Chez L'Harmattan, Collection Femmes & changements.  (ISBN 978-2-7384-4409-7), 1996.

Comme journaliste (sélection) : 
- Cauchemar afghan, par Habib Haider et Marie-Paule Nougaret "Les paysans dépossédés s'agglutinent dans les bidonvilles." Le Monde[4].
- Un village avec des enfants, Le Sauvage - le Nouvel Observateur, Automne 1980. Le Sauvage, magazine écologique mensuel a été publié par le Nouvel Observateur de 1973 à 1981[5],[6].
- Faut-il interdire les sacs plastiques ? / in Ça m'intéresse, 269 (07/2003)
- Notre pays est-il prêt pour affronter les tempêtes ? / in Ça m'intéresse, 263 (01/2003)
- Pourquoi les ultraviolets sont un poison... vital / in Ça m'intéresse, 284 (10/2004)
- Grain, ONG internationale, protège la biodiversité (G.R.A.I.N. : Genetic Ressources Action International), sur le site de Novethic[7].
- Leucémie, maladie professionnelle pour la Sécurité Sociale, pas pour le donneur d'ordre, sur le site de Novethic[8].
- L'écologie devient urbaine. Avons nous de nouveaux outils pour penser la ville ?, sur le site de citechaillot[9].
- Montpellier : pour que les abeilles butinent en paix, Midi Libre[10].
- Biodiversité : les scientifiques pris au piège, sur le site de Mediapart[11].
- Ménager la nature, Libération[12].

et de nombreux articles traitant d'écologie sur le site de Paul Jorion.